# Сопотница (Ново Горажде)
Сопотница је насељено мјесто у општини Ново Горажде, Република Српска, БиХ. Према попису становништва из 1991. у насељу је живјело 287 становника, а 2013. године је пописано 485 лица. Мањи дио пријератног насељеног мјеста Сопотница данас припада Федерацији БиХ, односно општини Горажде.

## Становништво
Према првом попису становништва по вјерској припадности, половима и домаћинствима насеља Босне и Херцеговине под аустроугарском окупацијом, из 1879. године који је интерно штампан као службено издање годину дана касније у Сарајеву под насловом „Štatistika miesta i pučanstva Bosne i Hercegovine – Glavni pregled političkog razdijelјenja Bosne i Hercegovine“, на страни 77, пописано је село Сопотница у општини Сијерчићи, котар Горажде, окружје Сарајево.
Према том попису, село Сопотница имало је 14 кућа и 15 домаћинстава, а бројало је укупно 96 становника оба пола, грко-источне вјере, како је аустроугарска администрација за вријеме окупације Босне и Херцеговине званично водила српски православни живаљ у Босни и Херцеговини. У селу Сопотници, те 1879. године, није било другог становништва осим српског православног живља.
Пописом из 1885. године под насловом „Преглед пучанства окружних градова и котарских мјеста Босне и Херцеговине по стању од 1. маја 1885. године“ (стране 22 и 23), пописано је село Сопотница и Сопотница Горња у општини Сирчићи, котар Горажде, окружје Сарајево.
Села Сопотница и Сопотница Горња, по том попису имали су 15 кућа и 20 станова, са укупно 108 становника оба пола, грко-источне вјере. Мухамеданаца није било.
| Националност       | 1991. | 1981. | 1971. | 1961. |
| Срби               | 266   | 254   | 227   | 285   |
| Муслимани          | 8     |       |       | 28    |
| Југословени        | 8     | 15    |       |       |
| Црногорци          |       |       | 2     |       |
| Хрвати             | 1     | 1     |       |       |
| остали и непознато | 4     |       |       |       |
| Укупно             | 287   | 270   | 229   | 313   |

| Демографија | Демографија | Демографија |
| Година      | Становника  | Становника  |
| ----------- | ----------- | ----------- |
| 1961.       | 313         |             |
| 1971.       | 229         |             |
| 1981.       | 270         |             |
| 1991.       | 287         |             |
| 2013.       | 485         |             |

## Култура
У Сопотници се налази храм Светог великомученика Георгија, код којег се сваке године у љето традиционално одржава Сабор старог пјевања код Срба. Црква је смјештена четири километра од Горажда. Подигао ју је херцег Стефан Вукчић Косача, 1454. године. Црква је једнобродна са полукружном апсидом, правоугаоним пијевницама, пространом припратом, анексом уз сјевероисточни дио храма и звоником на западном прочељу. Археолошким истраживањима је утврђено да је најстарији дио цркве наос са пијевницама и аспидом. Затим је дограђена правоугаона просторија, доста касније припрата а на концу и звоник. Турски натпис 1468–1469. године свједочи да црква у Сопотници располаже земљишним посједима. Око цркве се налази неколико стећака, од којих онај испред западног улаза у храм има уклесан натпис који помиње кнеза Радослава Ширинића (његово име није познато из других историјских извора, претпоставља се да је био локални властелин, вазал Косача). Митрополит Сава Ковачевић 1871. године биљежи да је црква била осликана, док један описивач српских старина у Босни 1890. године биљежи насликану фигуру арханђела Михаила. Током археолошких истраживања уз улазна брата у манастирку порту пронађени су у земљи фрагменти осликаног малтера, који су уситњени и недовољни за реконструкцију.
У Сопотници је између 1519–1526. године радила штампарија Божидара Горажданина из које су изашле књиге Псалтир и Молитвеник. Била је то прва ћирилична штампарија на простору данашње Босне и Херцеговине, а друга на Балкану. Типографимонах Теодор и ђакон Радоје. У цркви Светог Георгија налазила се и једна икона Светог Николе са житијем, рад Алексије Лазовића.

## Знамените личности
- Теодор Љубавић, оснивач прве српске ћириличне штампарије у Републици Српској